# Rasŏn
Rasŏn ist eine Hafenstadt in Nordkorea mit 196.954 Einwohnern. Rasŏn hieß bis 2000 Rajin-Sŏnbong und war bis 2004 eine Stadtprovinz unter zentraler Verwaltung der Regierung. Seit 2010 ist sie eine „Besondere Stadt“.
Rasŏn ist Industriezentrum, Freihandelszone, Kulturzentrum und Verkehrsknoten in einem landwirtschaftlich genutzten Gebiet. Größter Stadtbezirk ist Rajin-kuyŏk mit 66.224 Einwohnern.

## Geographie

### Geographische Lage
Die Stadt liegt im Nordosten von Nordkorea, am Japanischen Meer. Sie liegt in der Provinz Hamgyŏng-pukto im zentralen Teil Nordostasiens und grenzt entlang des Flusses Tumen an die Volksrepublik China und Russland. Damit ist Rasŏn die einzige Stadt Nordkoreas, die an zwei Nachbarstaaten grenzt.
Von den insgesamt 196.954 Einwohnern leben 158.337 im städtischen Gebiet (80 %) und 38.617 im ländlichen Bereich (20 %). Die Bevölkerungsdichte beträgt nur 247 Einwohner pro Quadratkilometer. In Hamburg sind es zum Vergleich 2.300 EW/km².
| Flächenart              | Fläche  | Anteil  |
| ----------------------- | ------- | ------- |
| Ackerland               | 108 km² | 013,5 % |
| Wald                    | 543 km² | 068,0 % |
| Wasser                  | 104 km² | 013,0 % |
| Industriell genutzt km² | 020 km² | 002,5 % |
| Wohnland                | 016 km² | 002,0 % |
| diverses                | 007 km² | 001,0 % |
| Summe                   | 798 km² | 100,0 % |

Obgleich das Stadtgebiet meistens gebirgig ist, besitzt es keine hohen Berge oder natürlichen Barrieren. Ungefähr 230 km² des Gebietes haben eine Steigung von weniger als 20 %. Die Länge der Küste beträgt 120 km. Zur ehemaligen Stadtprovinz gehören 21 Inseln, einschließlich der Inseln Taecho, Shihae, Pipa, Kulpo und Uam. Sie besitzt mit Westbonpo und Ostbonpo zwei der größten natürlichen Seen auf der Koreanischen Halbinsel.
Die größten Städte in der ehemaligen Stadtprovinz waren (Stand 1. Januar 2005): Rajin 66.224 Einwohner, Sŏnbong 27.331 Einwohner, Tumangang 9.461 Einwohner und Ungsang 8.410 Einwohner.

### Stadtgliederung
Rasŏn gliedert sich in den Stadtbezirk Rajin-kuyŏk (라진구역; 區域羅津) und den Landkreis Sŏnbong-kun (선봉군; 先鋒郡).

### Klima
Rasŏn liegt in der gemäßigten Klimazone. Die jährliche Mitteltemperatur der Stadt beträgt 6,3 °C, die Mitteltemperatur im Januar, dem kältesten Monat, −8,8 °C, im August, dem heißesten Monat, 20,9 °C. Die tägliche Mitteltemperatur liegt für 205 Tage über 5 °C, für 156 Tage über 10 °C und für 121 Tage unter 0 °C. Die jährliche durchschnittliche Sonnenscheinrate liegt bei 53 Prozent, mit der höchsten Rate im Juli und der niedrigsten im Februar.
Die jährliche Niederschlagsmenge beträgt im Mittel 770 Millimeter, mit dem meisten Niederschlag im Juni und Juli und dem wenigsten im Januar und Februar. Der Niederschlag im Frühjahr hat einen Anteil von 20 bis 25 Prozent des jährlichen Gesamtniederschlags, der Sommer 55 bis 60 Prozent, der Herbst 10 bis 13 Prozent und der Winter über zehn Prozent. Die Nordwest- und Südostwinde haben eine jährliche durchschnittliche Geschwindigkeit von 3,3 Meter pro Sekunde. Die jährliche durchschnittliche relative Feuchtigkeit beträgt 70 Prozent.
Das Stadtgebiet wurde im August 2015 von Überschwemmungen infolge eines Taifuns heimgesucht.

## Geschichte
Im Dezember 1991 wurde um die Städte Rajin und Sŏnbong eine Freihandelszone eingerichtet. 1993 löste man die Stadt Rajin (Rajin-si; 라진시; 羅津市) und den Landkreis Sŏnbong (Sŏnbong-gun; 선봉군; 先鋒郡) aus der Provinz Hamgyŏng-pukto heraus und legte sie zur Großgemeinde Rajin-Sŏnbong mit einer Fläche von 798 Quadratkilometer zusammen, was etwas größer ist als die Bodenfläche der Stadt Hamburg.
Die Stadtprovinz wurde 1993 als besondere Verwaltungsregion unter zentraler Verwaltung der Regierung (직할시, 直轄市, revidiert: jikhalsi, McCune-Reischauer: chhikhalsi) gestellt. Im Jahre 2000 ist Rajin-Sŏnbong dann in Rasŏn umbenannt worden. 2004 wurde sie jedoch wieder in die Provinz Hamgyŏng-pukto eingegliedert. Am 4. Januar 2010 erhielt sie den Titel einer „Besonderen Stadt“ (특별시, 特別市, revidiert: teukbyeolsi, McCune-Reischauer: t’ŭkpyŏlsi).
2010 wurde ein umfassender Umbau der gesamten Innenstadt angekündigt der sich u. a. durch ein neues Stadtzentrum, einen Nord-Süd-Boulevard sowie neue Gebäude auszeichnen soll.

## Wirtschaft und Infrastruktur

### Wirtschaft

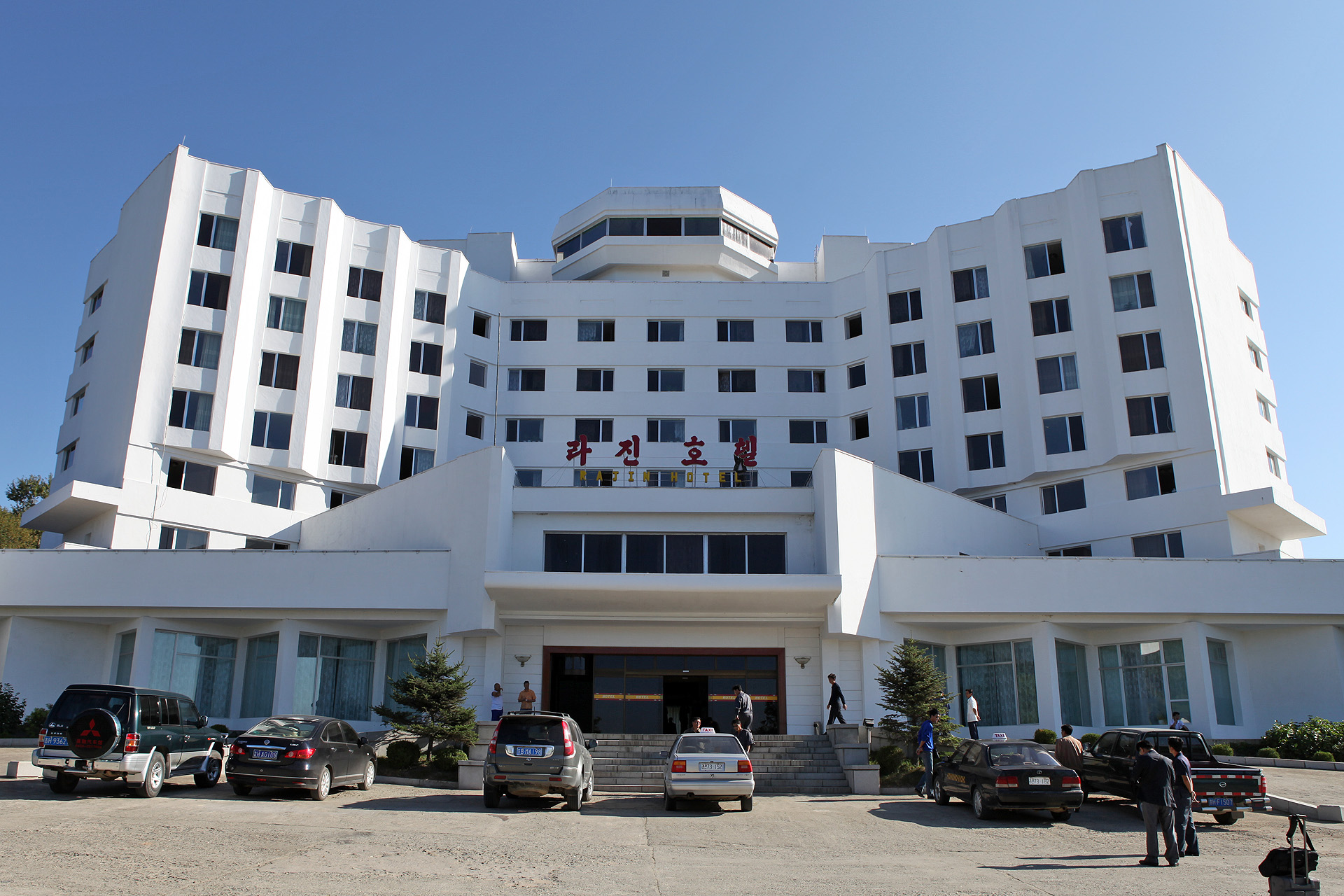
Hotel in Rajin 2011

Die Freihandelszone ordnet sich ein in das Förderprogramm des UNDP für die Tumen River Economic Development Area (TREDA), an dem die Volksrepublik China, Russland, die Mongolei sowie Nord- und Südkorea beteiligt sind. Bis zum Jahre 2025 werden den ausländischen Firmen Vorzugsbedingungen eingeräumt, damit sie Investitionen für Transithandel, Industriebetriebe und Tourismus tätigen. Ansprechpartner ist die Golden Triangle Bank.
In Rasŏn befindet sich die größte Erdölraffinerie Nordkoreas. Es haben sich Betriebe der Nahrungsmittel- und Textilindustrie, der Holz- und Fischverarbeitung angesiedelt.

### Verkehr
Die Stadt ist Verkehrsknoten mit Straßen- und Eisenbahnverbindungen in den Süden des Landes und in den Norden bis nach Russland und die Volksrepublik China.
Sie besitzt den Hafen Rajin mit einer jährlichen Umschlagskapazität von drei Millionen Tonnen und den Hafen Sŏnbong mit einer Kapazität von zwei bis drei Millionen Tonnen pro Jahr. Diese beiden Tiefseehäfen frieren im Winter nicht ein, was einen Betrieb während des ganzen Jahres garantiert. Weitere sechs Häfen befinden sich entlang der Küste.
Wegen der geographischen Nähe zur Volksrepublik China ist der Seehafen von Rajin ein wichtiger Containerumschlagplatz. Die Docks 3 und 4 wurden deshalb auch von China für 50 Jahre gepachtet und betrieben. Nach nordkoreanischen Angaben können gleichzeitig acht Schiffe mit 10.000 Tonnen Wasserverdrängung und zusätzlich fünf Schiffe mit 5.000 Tonnen Verdrängung abgefertigt werden. Allerdings handelt es sich bei den umgeschlagenen Waren meist um chinesische Im- und Exporte und weniger um nordkoreanischen Handel.